# Jorgos Kolias
Jorgos Kolias (gr. Γιώργος Κόλλιας), również George Kollias (ur. 30 sierpnia 1977 w Koryncie w Grecji) – grecki muzyk, kompozytor, wokalista i multiinstrumentalista. Kolias znany jest przede wszystkim jako perkusista występujący w takich grupach muzycznych jak: Nile, Nightfall oraz Sickening Horror. Poza działalnością artystyczną jest wykładowcą w Modern Music School w Atenach.
Na perkusji gra od 12. roku życia, pobierał lekcje u jazzowego perkusisty Janisa Stawropulosa.

## Publikacje
- George Kollias, The Odyssey of Double Bass Drumming. I The Beginning, Modu Publishing, 2014, ISBN 978-3-940903-13-6

## Wideografia
- George Kollias – Intense Metal Drumming (2008, DVD, Hudson Music)[4]
- George Kollias – Intense Metal Drumming 2 (2012, DVD, Hudson Music)

## Dyskografia
- Extremity Obsession – Extremity Obsession (1996, demo)
- Extremity Obsession – Everlasting (1997)
- Nightfall – I Am Jesus (2003, Black Lotus Records)
- The Circle of Zaphyan – Flesh Without Soul (2004, demo)[5]
- Nightfall – Lyssa / Rural Gods and Astonish Punishments (2004, Black Lotus Records)
- Nile – Annihilation of the Wicked (2005, Relapse Records)
- Nile – Ithyphallic (2007, Nuclear Blast)
- Sickening Horror – When Landscapes Bled Backwards (2007, Neurotic Records)
- Nile – Those Whom the Gods Detest (2009, Nuclear Blast)
- Cerebrum – Spectral Extravagance (2009, Lacerated Enemy Records)[6]
- Deus Infestus – Swansongs For This Stillborn Race (2011)[7]
- Nile – At the Gate of Sethu (2012, Nuclear Blast)
- George Kollias – Invictus (2015, Season of Mist)[8]

## Instrumentarium
| BębnyPearl Masterworks Series In #103 Piano Black w/ Gold Hardware - 22" x 18" Kick - 22" x 18" Kick - 08" x 07" Tom - 10" x 08" Tom - 12" x 09" Tom - 13" x 10" Tom - 14" x 12" Tom (left side) - 14" x 14" Floor Tom - 16" x 16" Floor Tom - 14" x 6, 5" Snare - 12" x 5" Snare Sabian Cymbals (talerze) - AAX Stage Hats 14 cali - Signature Max Splash 7 cali - AAX Metal Ride 20 cali - HHX Evolution Mini Chinese 14 cali - AAXtreme Chinese 17 cali - AAX Dark Crash 17 cali - Hand Hammered China Kang 8 cali - AAX Splash 10 cali - AAX Dark Crash 17 cali - AA Mini Hats 10 cali - AAXplosion Crash 18 cali - HHX Evolution Chinese 18 cali - AAXtreme Chinese 19 cali - AAX Metal Ride 22 cale - AAX Stage Hats 13 cali |  | Axis Pedals (stopy) - Axis A Longboards (x2) on Kicks - Axis A Longboard on Electronic Percussion Vic Firth Drumsticks (pałeczki) - Vic Firth 5A Nylon Tips (Signature) Gibraltar / DW Hardware (osprzęt) - All Gibraltar mounted on 3-side rack - DW 5500TD Delta Turbo Hi Hat stand - DW 5500 Remote Hi Hat Elektronika - Alesis DM Pro Drum Module - Axis E-kits Pedal Triggers Evans Heads (naciągi); - 22" EQ2 Batter Clear - 22" EQ3 Resonant Black - AF Patch – Kevlar Single Pedal - 14" Power Center Reverse Dot - 14" Hazy 300 - 14" Blasters series Snare – 20 Strand - 12" G2 Clear - 12" G1 Clear - Magnetic Head Key - 12" 2-Sided Speed/Workout Pad |